# Krzęcin (jezioro)
Krzęcin (niem. Hoff See) – jezioro rynnowe w Polsce, położone w województwie zachodniopomorskim, w powiecie choszczeńskim, w gminie Krzęcin.
Akwen leży na Pojezierzu Choszczeńskim, w zachodniej części miejscowości Krzęcin. Jezioro posiada bardzo charakterystyczne przewężenie w środkowej części.